# Condamnați la fericire
Condamnați la fericire este un film românesc din 1992 regizat de Dinu Tănase.

## Primire
Filmul a fost vizionat de 8.005 spectatori de spectatori în cinematografele din România, după cum atestă o situație a numărului de spectatori înregistrat de filmele românești de la data premierei și până la data de 31 decembrie 2014 alcătuită de Centrul Național al Cinematografiei.